# 佐久間邦夫
佐久間 邦夫 （さくま くにお、1951年12月23日 - ）は、日本の裁判官、公証人。最高裁判所事務総局制度調査室長や、最高裁判所調査官兼法務省司法試験考査委員、札幌地方裁判所所長、東京高等裁判所部総括判事等を歴任した。

## 人物・経歴
1976年東北大学法学部卒業、旧司法試験合格。東京地方裁判所判事補、盛岡地方裁判所判事補、福岡地方裁判所判事、最高裁判所事務総局総務局制度調査室長、東京地方裁判所判事、最高裁判所調査官、法務省司法試験考査委員（商法）、名古屋高等裁判所判事、名古屋地方裁判所部総括判事、東京地方裁判所部総括判事、東京高等裁判所判事等を経て、2010年釧路地方裁判所所長、釧路家庭裁判所所長。2011年札幌地方裁判所所長。2013年東京高等裁判所部総括判事。2014年麻布公証役場公証人。2015年専修大学法科大学院客員教授。日本公証法学会理事や、東京公証人会理事も務めた。

## 裁判
- 浜友観光（現・浜友A.L.）等が、パチンコ店の出店予定地に隣接して図書館を建設した東京都国分寺市を相手取り、損害賠償を求めていた事件で、国分寺市が約4億5千万円を支払う内容の和解を成立させた[6]。

## 編著書
- 『交通損害関係訴訟』（八木一洋と共編）青林書院 2009年、補訂版2013年